# حسن حمزة البارقي
حسن حمزة البارقي: جنرال سعودي، وقيادي كبير بوزارة الدفاع السعودية يحمل رتبة الفريق أول ركن، وهي أعلى رتبة عسكرية في المملكة العربية السعودية وتعادل مرتبة وزير. ويشغل حالياً منصب رئيس قوات درع الجزيرة الخليجي المشترك.
في العام 2010، تمت ترقيته إلى رتبة لواء ركن، وفي العام 2012، تم تعيينه مساعداً لقائد المنطقة الشرقية في الجيش السعودي. وفي عام 2014 تم تعيينه قائد لقوات درع الجزيرة. شارك في العام 1991، في حرب تحرير الكويت، كما مثل بلاده في العديد من الدورات في الدول العربية والأجنبية. حاصل على ماجستير في العلوم العسكرية.